# Хънтър Шафър
Хънтър Шафър (на английски: Hunter Schafer) е американска актриса и модел. През 2017 година става модел за светоизвестни марки, а през 2019 година пробива в киното и телевизията с роля в сериала на HBO „Еуфория“. След сериала участва и във филмите Belle (2022), „Игрите на глада: Балада за пойни птици и змии“ (2023), Cuckoo (2024) и „Благи деяния“ (2024).
Шафър е трансджендър жена.

## Филмография

### Филми
- Belle (2022) – Рука Уатанабе (глас)
- Игрите на глада: Балада за пойни птици и змии (2023) – Тигрис Сноу
- Cuckoo (2024) – Гретхен
- Благи деяния (2024) – Анна

### Сериали
- Еуфория (2019 – ) – Джулс Вон
- Блейд Рънър 2099 (TBA)